# Leonard Steinberg
Leonard Steinberg, baron Steinberg (1er août 1936 - 2 novembre 2009) est un pair britannique et un homme d'affaires multimillionnaire nord-irlandais.

## Biographie
Né à Belfast le 1er août 1936, il fait ses études à la Royal Belfast Academical Institution. Steinberg est le fondateur et président non exécutif de Stanley Leisure. L'entreprise est fondée à Belfast en 1958, mais Steinberg s'installe à Liverpool en 1977 quand il refuse de payer de l'impôt de protection aux paramilitaires républicains ou loyalistes, et après avoir été victime de tirs, le 23 février 1977, par l'armée républicaine irlandaise provisoire,. L'Irish Times rapporte le lendemain que «les attaques feraient partie d'une campagne contre des personnalités de la vie commerciale du Nord lancée à la fin de l'année dernière par l'IRA provisoire». Malgré son déménagement en Angleterre, il continue à se décrire ainsi: "Je suis juif, irlandais du Nord et unioniste d'Ulster ".
Depuis 2005, Stanley Leisure connaît des changements de propriétaire, William Hill achetant les opérations de bookmaking et le Genting Group achetant l'exploitation du casino. Steinberg vend un grand nombre de ses actions en 2004, mais conserve 11,3% du capital dans la société. Sa fortune personnelle est estimée à environ 108 millions £ en 2005. Il est également le fondateur et président des fondations du Steinberg Family Charitable Trust.
Steinberg, qui vit alors à Hale, est nommé pair à vie du Parti conservateur le 23 juin 2004 avec le titre baron Steinberg, de Belfast dans le comté d'Antrim et a fait des contributions au Parti conservateur.
Le groupe des Amis d'Irlande du Nord est lancé avec Steinberg comme président en mars 2009. Il évoque "les liens de longue date qui relient l'Irlande du Nord et Israël" lors de ce lancement.
Steinberg est décédé à Londres le 2 novembre 2009 alors qu'il voyageait pour assister à une séance de la Chambre des lords.